# Liste philatelistischer Auszeichnungen
Die Liste philatelistischer Auszeichnungen stellt Preise und Auszeichnung in diesem Bereich zusammen.
- Alois-Wilhelm-Bögershausen-Preis
- American Philatelic Society Hall of Fame
- Anton-Abele-Medaille
- BCH Literatur-Preis, für literarische Arbeiten größeren Umfanges mit philatelistischen oder postgeschichtlichen Themen.[1]
- Carlrichard-Brühl-Medaille
- CG Award für Zeitschriften von Arbeitsgemeinschaften, Vereinen, Verbänden, Clubs.[2]
- Congress Medal, vom Philatelic Congress of Great Britain
- Crawford-Medaille, englischer Literaturpreis
- DASV-Plakette, seit 1955 verliehen durch die Internationale Vereinigung für Postgeschichte (DASV) an verdiente Mitglieder.[3]
- Distinguished Philatelist Award, von der U.S. Philatelic Classics Society
- Ehrenmedaille der Philatelie, Auszeichnung in der DDR, verliehen vom Philatelistenverband im Kulturbund der DDR von 1965 bis 1989 „für hervorragende kulturpol[ische] u[nd] organisator[ische] Leistungen [...] an Kollektive“[4]
- Ehrenmedaille des BDPh
- Ehrennadel der Philatelie, Auszeichnung in der DDR, verliehen vom Philatelistenverband im Kulturbund der DDR von 1964 bis 1989 „für hervorragende kulturpol[ische] u[nd] organisator[ische] Leistungen [...] an Einzelpersonen“ in den „Auszeichnungsstufen Bronze, Silber, Gold“[5]
- FEPA Medal for Service to Philately, seit 2006 verliehen von der Federation of European Philatelic Associations (FEPA) an Einzelpersonen für herausragende Leistungen für die europäischen Philatelie.[6][7]
- FEPA Medal for Exceptional Support to Organized Philately, seit 2005 verliehen von der Federation of European Philatelic Associations (FEPA) an eine Person außerhalb der Philatelisten-Familie, die der europäischen Philatelie einen bedeutenden Dienst erwiesen oder sie unterstützt hat.[8][9]
- FEPA Medal for exceptional study and research, seit 2005 verliehen von der Federation of European Philatelic Associations (FEPA) für herausragende philatelistische Studien und Forschungen, die in einem kürzlich veröffentlichten Werk zum Ausdruck kommen.[10][11]
- FEPA Certificate of Appreciation, seit 1999 verliehen von der Federation of European Philatelic Associations (FEPA) an Vereine, die auf regionaler oder lokaler Ebene einen bedeutenden Beitrag zur Förderung der europäischen Philatelie geleistet haben.[12][13]
- Francis Kiddle Medal, seit 2021 verliehen von der Federation of European Philatelic Associations (FEPA) für die beste philatelistische Webseite.[14]
- Friedrich-Spalink-Medaille, seit 2008 verliehen von der Arbeitsgemeinschaft Norddeutscher Postbezirk e. V. (ArGe NDP) an Philatelisten, die mit Forschungen und Publikationen das Ansehen einer BDPh-Arbeitsgemeinschaft besonders gefördert haben.[15]
- Glasewald-Medaille, für besondere Verdienste zur Erforschung der Geschichte der Privatpostunternehmen
- HANNOVER-Medaille, verliehen für Sammlungen von Postwertzeichen, Ganzsachen, Postscheinen und vorphilatelistischen Briefen des Altdeutschland-Gebiets HANNOVER.[16]
- HANS-GROBE-Medaille, verliehen für besondere Ausstellungserfolge auf nationaler (Rang 1) oder internationaler Ebene und/oder für außergewöhnliche, langjährige Verdienste um philatelistische oder postgeschichtliche Organisationen.[17]
- Hans-Wagner-Medaille, zum Gedenken an Hans Wagner
- Heinrich-Köhler-Preis, verliehen für außerordentliche Verdienste um das Prüfwesen.[18]
- Heinz Reck Literaturpreis, verliehen für herausragende Beiträge zur Philatelie oder Postgeschichte Großbritanniens.[19]
- Hermann-Deninger-Literaturpreis
- Hunziker-Medaille, verliehen für bedeutende Beiträge über Fälschungen oder philatelistische Expertisen.[20]
- Kalckhoff-Medaille, Literaturpreis
- Kobold-Medaille, gestiftet 1954 von den Vereinen INFLA-Berlin und Berliner Philatelisten-Club, um die zu der Zeit nicht mehr verliehene Lindenberg-Medaille zu ersetzen; mit ihr werden Forschungsarbeiten über Sammelgebiete deutscher Postwertzeichen ausgezeichnet.[21][22][23]
- Lewandowski Award, Literaturpreis der United Postal Stationary Society aus den Vereinigten Staaten
- Lichtenstein Award
- Lindenberg-Medaille
- Luff Award, von der American Philatelic Society
- Professor Dr. Hans A. Weidlich-Plakette, seit 1991 verliehen an Führungskräfte der Philatelie oder für herausragende Forschungsergebnisse in der Postgeschichte.[24]
- Rauhut-Literatur-Förderpreis, verliehen zwischen 2011 und 2016 an Arbeitsgemeinschaften im BDPh e.V., für besonders hochwertige Gestaltung und inhaltliche Ausprägung der regelmäßig erscheinenden Rundbriefe/Forschungsberichte.[25]
- Richard-Renner-Medaille, 1963 geschaffene Ehrenmedaille zu Ehren von Richard Renner, die für besondere organisatorische Verdienste und hervorragenden Einsatz auf dem Deutschen Philatelistentag verliehen wird.
- ROLF-DIETER-JARETZKY-Medaille, verliehen für herausragende Leistungen im Bereich der BRAUNSCHWEIG-Philatelie.[26]
- Roll of Distinguished Philatelists, geschaffen vom Philatelic Congress of Great Britain.
- Roll of Distinguished Philatelists of South Africa, der Philatelic Federation of South Africa[27]
- Rowland Hill Awards
- SAVO-Plakette, seit 1933 verliehen für eine besondere Leistung auf dem Gebiet der Postgeschichte.[28]
- Sieger-Preis, Literaturpreis
- Smithsonian Philatelic Achievement Award[29]
- Rowland Hill Awards
- Turn und Taxis-Plakette von der gleichnamigen Arbeitsgemeinschaft
- Vespermann-Gedächtnispreis
- Yehudi Menuhin Trophy, für die schönste Musikbriefmarke